# Otto van Gulik

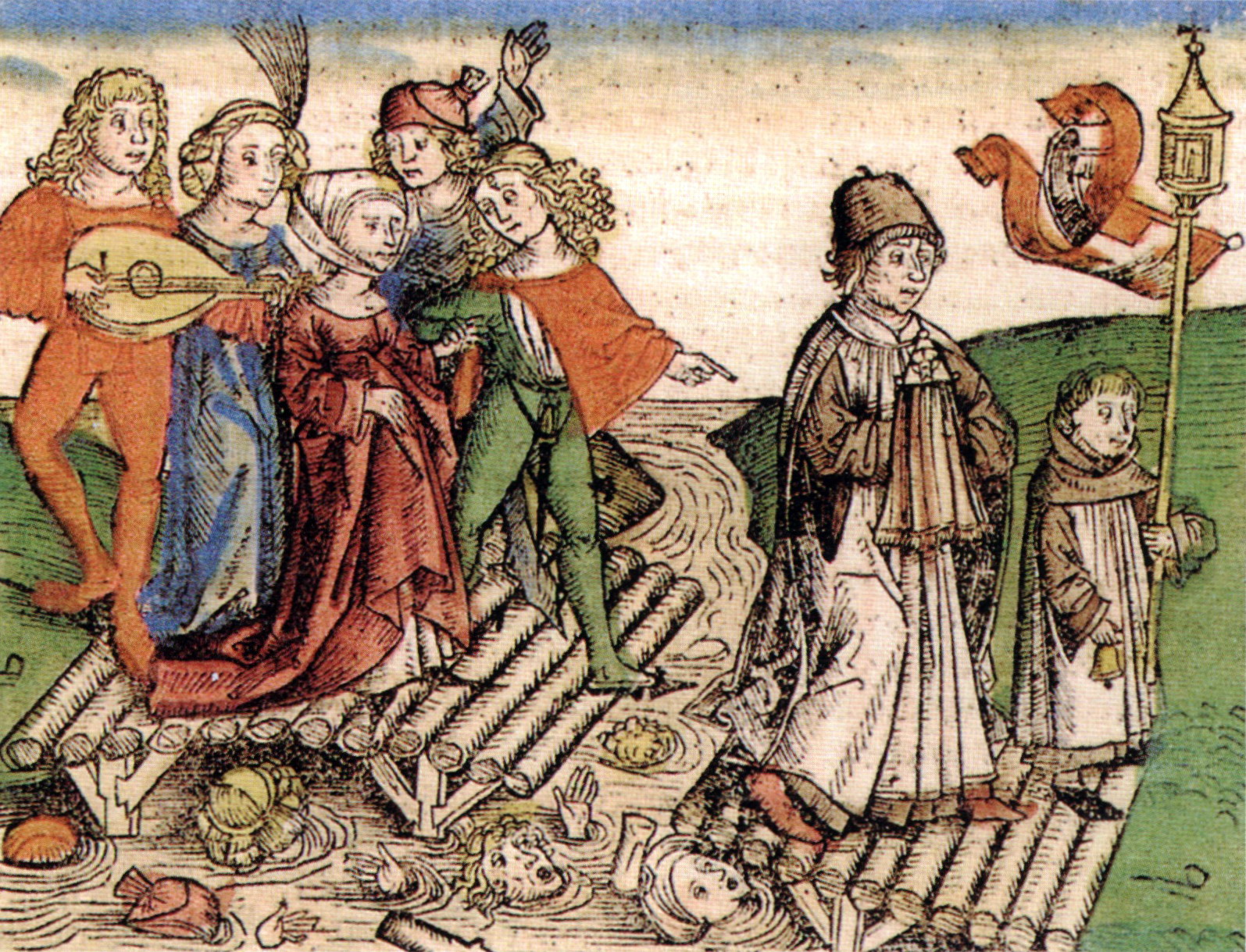
Het instorten van de Maasbrug, in Hartmann Schedel's Weltchronik (1493)

Otto van Gulik (ca. 1207 - 1289?) was een vooraanstaand geestelijke en edelman in het Prinsbisdom Luik. Hij was onder andere proost van de Sint-Servaaskerk in Maastricht en aartsdiaken van Luik.
Otto was een telg uit het gravengeslacht Gulik. Hij was een jongere zoon van Willem IV van Gulik en Richardis van Gelre.
In 1278 werden zowel zijn vader als zijn broer, Willem V van Gulik door de burgers van Aken gedood toen ze probeerden belastinggeld te innen voor koning Rudolf I. Otto was in 1280 aanwezig op het proces waarbij de Akenaren werden veroordeeld tot het betalen van 15.000 mark smartengeld aan zijn moeder Richardis. Zijn broers Walram en Gerard waren eveneens op het proces aanwezig. Walram was tot dan toe proost van het Mariamunster in Aken geweest, maar had dat in 1278 opgegeven om de volgende graaf van Gulik te worden. Nadat Walram in 1297 bij de Slag bij Bulskamp was gesneuveld, werd Gerard graaf van Gulik. 
Vanaf 1270 wordt Otto van Gulik regelmatig genoemd als proost van het kapittel van Sint-Servaas in Maastricht. In die hoedanigheid was hij tevens heer van de Elf banken van Sint-Servaas, Tweebergen en Mechelen-aan-de-Maas. In 1275 blijkt hij ook aartsdiaken van Luik te zijn. Die laatste functie ging meestal samen met het dekenaat van de Sint-Lambertuskathedraal, maar daarover zijn geen concrete aanwijzingen bekend.
In 1274 bemoeide koning Rudolf I zich met de Maasbrug in Maastricht. Die brug was in 1139 door koning Koenraad III aan het kapittel gschonken, waarbij bepaald was dat een deel van de tolopbrengst voor onderhoud gebruikt moest worden. Blijkbaar was dat niet gebeurd - of waren de inkomsten onvoldoende - want de brug stond op instorten. Proost en keizer bepaalden dat het kapittel niet méér hoefde uit te geven dan er binnenkwam. Een jaar later stortte de brug tijdens een processie in, waarbij 400 mensen om het leven kwamen, een gebeurtenis die in heel Europa ontzetting wekte.
In 1284 werd begonnen met de bouw van een nieuwe brug en werd het onderhoud beter geregeld. Tezelfdertijd werd een oude oorkonde door koning, hertog en proost bevestigd, die bepaalde dat Brabantse onderdanen van Maastricht hun graan in de Brabantse banmolens moesten laten malen.